# إدوارد جاي سانفورد
إدوارد جاي سانفورد (بالإنجليزية: Edward J. Sanford)‏ هو شخصية أعمال أمريكي، ولد في 23 نوفمبر 1831 في مقاطعة فيرفيلد في الولايات المتحدة، وتوفي في 27 أكتوبر 1902 في نوكسفيل في الولايات المتحدة.